# Insight Turkey
 Insight Turkey  è una rivista accademica trimestrale in lingua inglese, sottoposta a revisione paritaria e relativa alla politica interna ed estera della Turchia. Fondata nel 1999, è pubblicata a cura della Foundation for Political, Economic and Social Research. Il suo primo direttore fu Talip Küçükcan, professore di sociologia alla Marmara University di Istanbul, poi eletto parlamentare con l'AKP.
Gli abstract degli articoli sono indicizzati da EBSCO, European Sources Online (ESO), Index Islamicus, Middle East & Central Asian Studies, Scopus, Sociological Abstracts e da Worldwide Political Science Abstracts. L'archivio dei numeri passati è consultabile e scaricabile gratuitamente.